# مشهد ثقافي

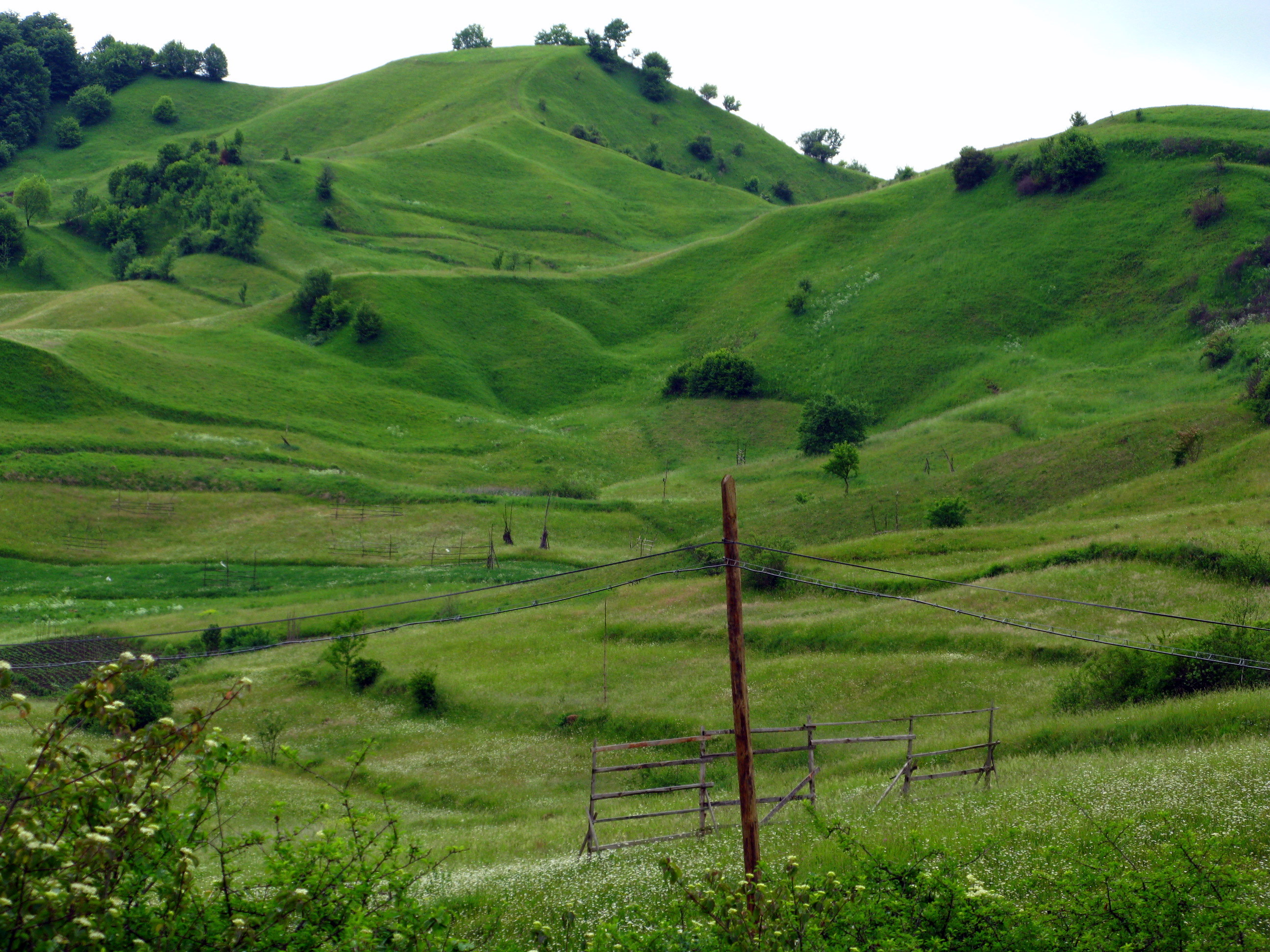
المروج الجبلية في محيط بوتشيكويل في جبال ماراموريش

المشهد الثقافي (بالإنجليزية: Cultural landscape) هو مصطلح مستخدم في مجالات الجغرافيا، والبيئة، ودراسات التراث لوصف التعايش بين النشاط البشري والبيئة. وفقًا لتعريف لجنة التراث العالمي، فهو «الممتلكات الثقافية [التي] تمثل الأعمال المشتركة بين الطبيعة والإنسان» وينقسم إلى ثلاث فئات رئيسية:
1. «منظر طبيعي صممه وخلقه الإنسان عمدًا»
2. «منظر طبيعي متطور عضويًا» والذي قد يكون «مشهد بقايا (أو مشهد أحفوري)» أو «منظر طبيعي مستمر»
3. «مشهد ثقافي ترابطي» يمكن أن يكون قيّم نتيجة «الارتباطات الدينية أو الفنية أو الثقافية للعنصر الطبيعي».

## التطور التاريخي
يمكن العثور على مفهوم «المشاهد الثقافية» في التقليد الأوروبي لرسم المناظر الطبيعية. منذ القرن السادس عشر فصاعدًا، رسم العديد من الفنانين الأوروبيين مناظر طبيعية لصالح الناس، وقلصوا فيها الناس إلى أشكال مدرجة ضمن مناظر طبيعية إقليمية محددة.
تجمع كلمة «منظر طبيعي» بين كلمة «أرض» وفعل من أصل جرماني «scapjan/schaffen» لتعني بذلك حرفيًا «الأراضي المُشكَّلة». ثم اعتُبرت الأراضي مشكَّلة بفعل القوى الطبيعية، وأصبحت التفاصيل الفريدة لمثل هذه الأراضي المشكّلة (بالألمانية: landshaffen) هي نفسها موضوع لوحات «المناظر الطبيعية».
يرجع الفضل للجغرافي أوتو شلوتر لاستخدامه مصطلح «المشهد الثقافي» لأول مرة رسميًا كمصطلح أكاديمي في أوائل القرن العشرين. في عام 1908، جادل شلوتر أنه من خلال تعريف الجغرافيا بأنها علم المناظر الطبيعية (بالألمانية: Landschaftskunde)، فإن هذا سيعطي الجغرافيا موضوعًا منطقيًا لا يتشاطره أي تخصص آخر. عرّف شكلين من المناظر الطبيعية: المشهد الأصلي (بالألمانية: Urlandschaft) أو المشهد الذي كان موجودًا قبل التغييرات الرئيسية التي أحدثها الإنسان، والمشهد الثقافي (بالألمانية: Kulturlandschaft) وهو مشهد أنشأته الثقافة البشرية. تمثلت المهمة الرئيسية لعلم الجغرافيا بتتبع التغييرات في هذين المشهدين.

على الأرجح كان كارل ساور، عالم الجغرافيا البشرية، الأكثر تأثيرًا في ترويج وتطوير فكرة المشاهد الثقافية. كان ساور مصممًا على التأكيد على أداة الثقافة كقوة في تشكيل السمات المرئية لسطح الأرض في مناطق محددة. ضمن تعريفه، تحتفظ البيئة المادية بأهمية مركزية، باعتبارها الوسيلة التي تعمل بها -ومن خلالها- الثقافات البشرية. يُقرأ تعريفه الكلاسيكي «للمشهد الثقافي» على النحو التالي:
«يُحاك المشهد الثقافي من مشهد طبيعي على يد مجموعة ثقافية. الثقافة هي الفاعل، المنطقة الطبيعية هي الوسط، المشهد الثقافي هو النتيجة»
منذ أول استخدام رسمي للمصطلح، والترويج الفعال لساور للفكرة، استُخدم مفهوم «المشاهد الثقافية» وطُبق ونوقش وطُور وصُقل في الأوساط الأكاديمية. في الخمسينيات من القرن الماضي، على سبيل المثال، أثر جيه بي جاكسون ومنشوره «المناظر الطبيعية» على جيل من العلماء الأمريكيين على وجه الخصوص، من ضمنهم المؤرختان المعماريتان دينيسي سكوت براون وغويندولين رايت.
بحلول عام 1992، اختارت لجنة التراث العالمي عقد اجتماع «المتخصصين» لتقديم المشورة والمساعدة في إعادة صياغة مبادئ اللجنة التوجيهية التشغيلية لتضمين «المشاهد الثقافية» كخيار لممتلكات قائمة التراث التي ليست هي طبيعية بحتة ولا ثقافية بحتة من الناحية الشكلية (أي التراث «المختلط»).